# Renault R30
El Renault R30 es el monoplaza con el cual compitió en la temporada 2010 de Fórmula 1 el equipo Renault. Fue pilotado por Robert Kubica y Vitali Petrov.

## Presentación
El R30 fue presentado el 31 de enero de 2010 en el Circuito de Cheste, en Valencia, donde también se anunció el fichaje de Vitali Petrov por la escudería.

## Temporada 2010 de F1
En su debut en la temporada 2010, en Baréin, el Renault R30 tuvo una sesión de clasificación aceptable, con Robert Kubica 9.º y Vitali Petrov 17.º. Sin embargo, en carrera las cosas se torcieron y sólo Kubica pudo llegar a la línea de meta en 11.ª posición. En Melbourne, Renault sorprendió a todos con un podio de la mano de Kubica (2.º), mientras Petrov volvía a abandonar. En Malasia, Robert Kubica volvió a puntuar al terminar en 4.ª posición, demostrando la competitividad del R30, mientras que Vitali Petrov no logró terminar. En Shanghái, en un Gran Premio que empezó en seco y terminó con lluvia, Kubica logró un buen 5.º puesto, mientras que Petrov terminaría su primera carrera en 7.º lugar. En Montmeló, Renault pareció dar un paso atrás, al terminar Robert en 8.º lugar y Vitali en el 11.º. Pero en Mónaco, el coche fue muy competitivo, ya que consiguió un podio de la mano de Kubica, que terminó 3.º saliendo 2.º en la parrilla. Petrov no pudo llegar a la línea de meta, pero contó como clasificado al completar el 90% de las vueltas. En Turquía, Renault no pudo ser tan competitivo, pero aun así Kubica terminó en 6.ª posición y Petrov en 15.ª y marcando la vuelta rápida, pese a pinchar una rueda en las últimas vueltas, tras tocarse con Fernando Alonso. En Canadá, el R30 no fue del todo mal, logrando Kubica la vuelta rápida en carrera y quedar séptimo, mientras que Vitali quedó en una mala 17.ª posición, además de ser sancionado dos veces, por saltarse la salida y acto seguido chocar con Pedro de la Rosa. En el Gran Premio de Europa, los 2 Renault lograron entrar en la Q3, saliendo Kubica en 7.ª posición y Petrov en 10.ª posición. Tras una carrera muy movida, Kubica terminó en 5.ª posición y Petrov en 14.ª posición, con sanción de 5 segundos por mejorar su vuelta bajo condición de auto de seguridad. En el Gran Premio de Gran Bretaña, Kubica clasificó en una meritoria 6.ª posición, y Petrov en una mala 16.ª posición. Kubica tuvo que abandonar la carrera por un problema en el diferencial y Petrov acabó en 13.ª posición. En el Gran Premio de Alemania, Robert Kubica clasificó en 7.ª posición y Petrov en 13.ª posición. En la carrera, los dos Renault lograron acabar en puntos, siendo Robert 7.º y Petrov 10.º. En el Gran Premio de Hungría, los dos Renault llegaron de nuevo a la Q3, saliendo Petrov 7.º y Kubica justo detrás, en 8.ª posición. En la carrera, Kubica tuvo que abandonar con un problema de suspensión tras un choque en boxes con Sutil, y Petrov quedó 5.º, siendo su mejor resultado. En el Gran Premio de Bélgica, Renault trajo su F-duct por primera vez, dándole a Kubica un gran resultado, saliendo en 3.ª posición y quedando en el mismo resultado en carrera, mientras que Petrov salió 23.º al tener un accidente en la clasificación, y terminó 9.º, siendo una de las mejores carreras de Renault de la temporada. En el Gran Premio de Italia, Kubica clasificó en 9.ª posición, y Petrov en 20.ª posición tras sanción. En la carrera Kubica fue 8.º y Petrov 13.º. En Singapur, Kubica calificó en 8.ª posición y Petrov en la 13.ª. Luego en carrera, con una exhibición de adelantamientos de Kubica, acabó en 7.ª posición y Petrov en la 11.ª. En el Gran Premio de Japón, Kubica logró la 4.ª posición y Petrov la 13.ª. Luego en carrera, fue un desastre para Renault, puesto que Petrov abandonó por accidente en la salida y Kubica perdió una rueda en la 2.ª vuelta. En el Gran Premio de Corea, Kubica calificó en 8.ª posición y Petrov en 15.ª posición. En carrera, Kubica acabó en 5.ª posición y Petrov abandonó por accidente. En el Gran Premio de Brasil, Kubica calificó en 7.ª posición y Petrov en 10.ª posición, volviendo a entrar los dos en Q3 en una calificación lluviosa. En la carrera, ya en seco, Kubica acabó en 9.ª posición y Petrov en 16.ª. En la última carrera del año, en Abu Dhabi, Kubica calificó en 11.ª posición y Petrov en 10.ª posición. En carrera, Kubica fue 5.º y Petrov 6.º, este último bloqueando a Alonso durante toda la carrera. Tras esto, Kubica terminó la temporada en 8.ª posición con 136 puntos y 3 podios (1 segundo y 2 terceros) y Petrov terminó la temporada en 9.ª posición con 27 puntos (mejor resultado, un 5.º) La escudería francesa acabó la temporada en 5.ª posición con 163 puntos.

## Vladímir Putin
El presidente de la Federación Rusa Vladímir Putin condujo el R30 en un circuito situado en los alrededores de la ciudad rusa de San Petersburgo hacia noviembre de 2010.

## Resultados
(Clave) (negrita indica pole position) (cursiva indica vuelta rápida)
| Año  | Motor                | Neu. | N.º | Pilotos       | 1   | 2   | 3   | 4   | 5   | 6   | 7   | 8   | 9   | 10  | 11  | 12  | 13  | 14  | 15  | 16  | 17  | 18  | 19  | Puntos | Pos. |
| ---- | -------------------- | ---- | --- | ------------- | --- | --- | --- | --- | --- | --- | --- | --- | --- | --- | --- | --- | --- | --- | --- | --- | --- | --- | --- | ------ | ---- |
| 2010 | Renault RS27-2010 V8 | B    |     |               | BHR | AUS | MYS | CHN | ESP | MON | TUR | CAN | EUR | GBR | GER | HUN | BEL | ITA | SIN | JPN | RCO | BRA | ABU | 163    | 5.º  |
| 2010 | Renault RS27-2010 V8 | B    | 11  | Robert Kubica | 11  | 2   | 4   | 5   | 8   | 3   | 6   | 7   | 5   | Ret | 7   | Ret | 3   | 8   | 7   | Ret | 5   | 9   | 5   | 163    | 5.º  |
| 2010 | Renault RS27-2010 V8 | B    | 12  | Vitaly Petrov | Ret | Ret | Ret | 7   | 11  | 13≠ | 15  | 17  | 14  | 13  | 10  | 5   | 9   | 13  | 11  | Ret | Ret | 16  | 6   | 163    | 5.º  |

- ≠ El piloto no acabó el Gran Premio, pero se clasificó al completar el 90% de la distancia total.